# بط أبيض الجناحين
بط أبيض الجناحين (الاسم العلمي: Cairina scutulata) هو نوع من فصيلة بطية.

## معرض صور

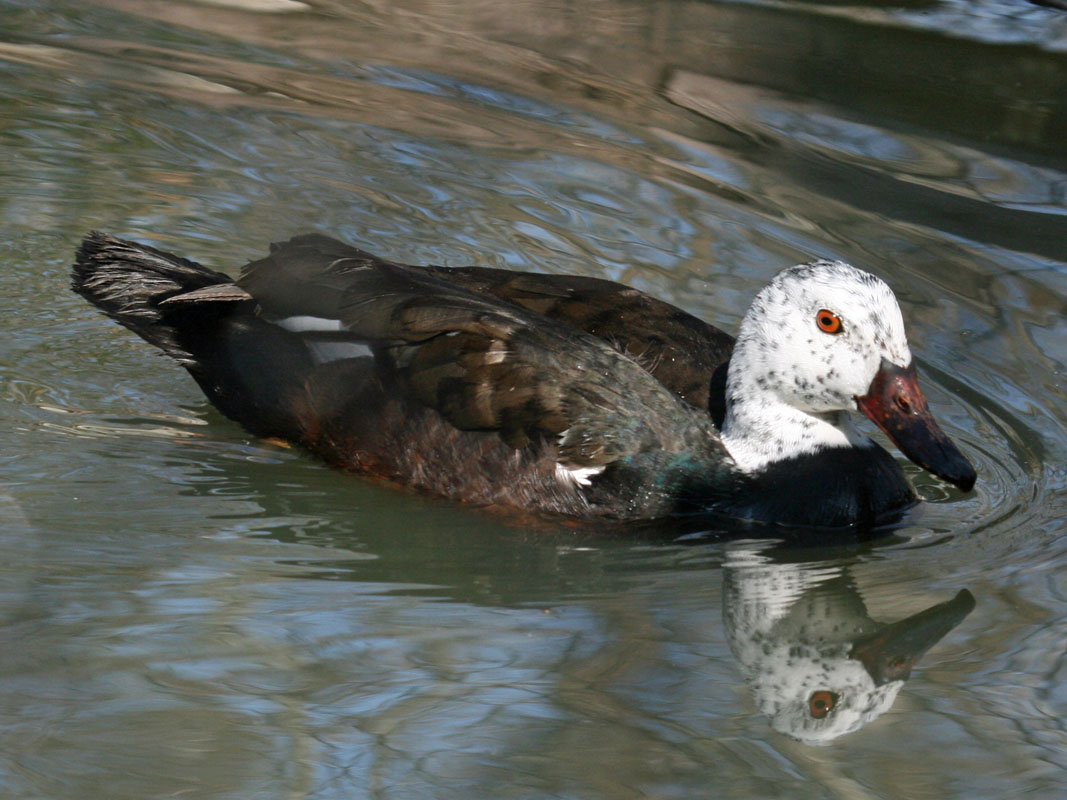
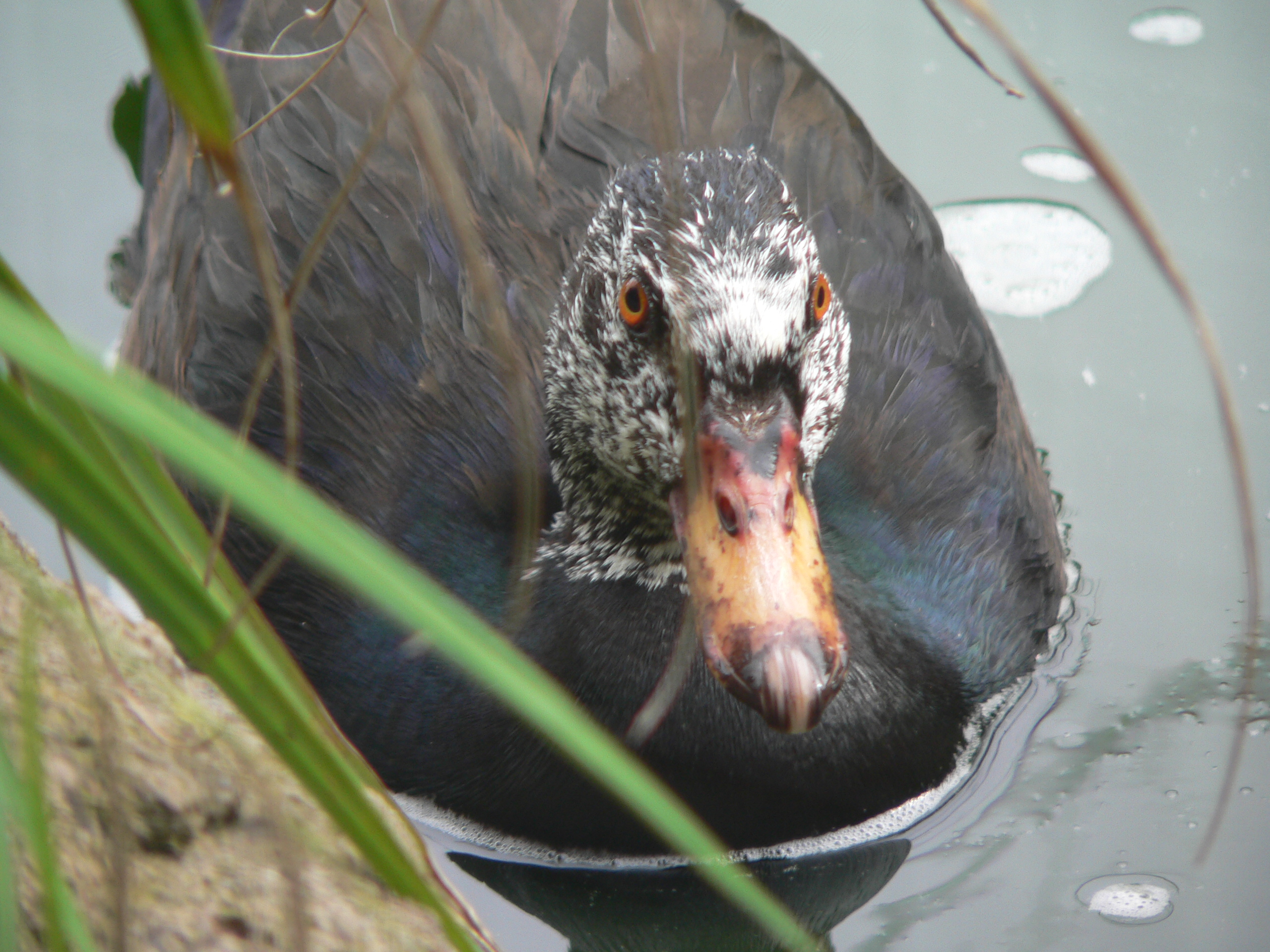
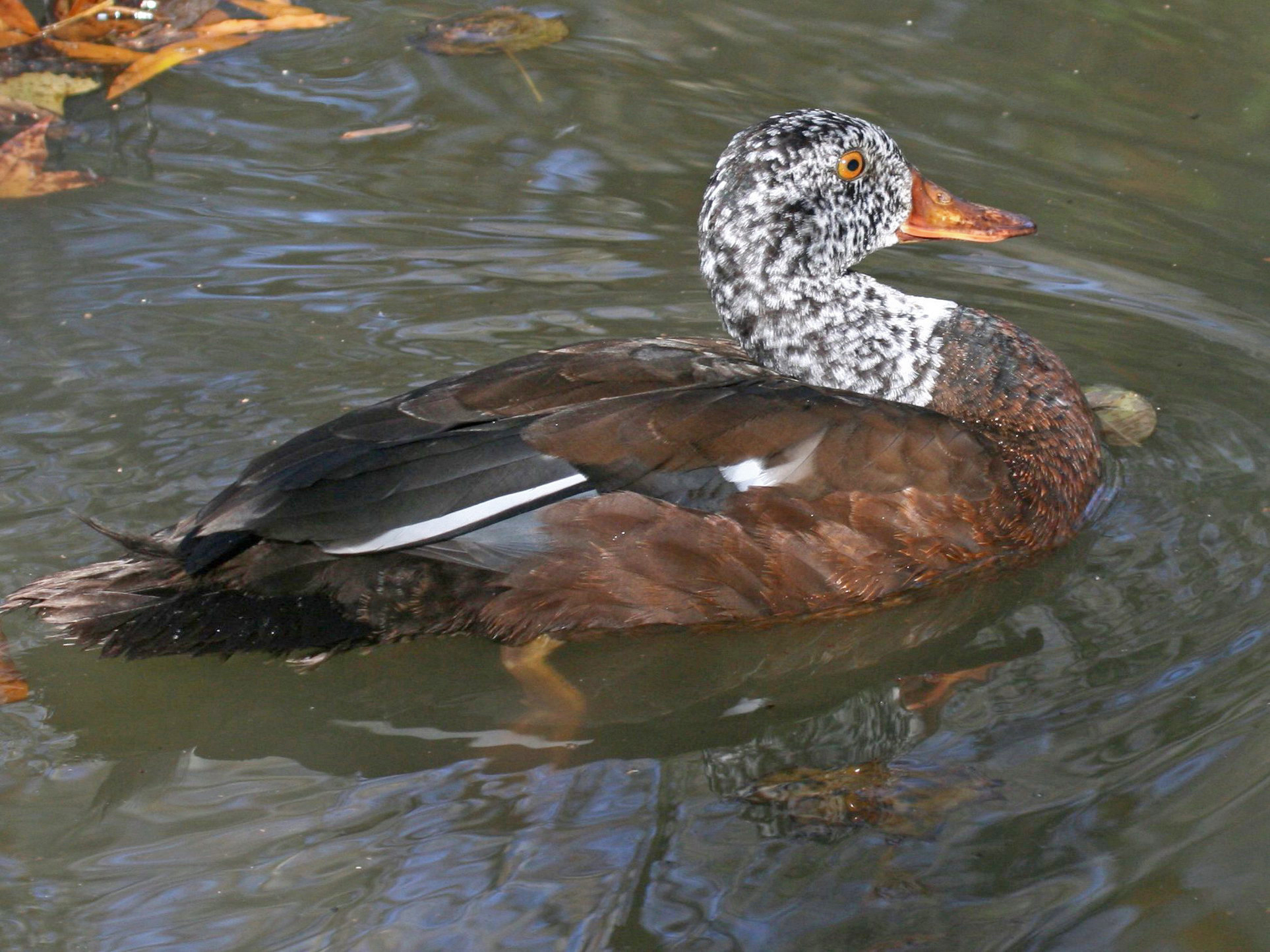